# ダブルH
ダブルH（ダブルヒロイン）は、テレビ東京で2006年4月4日～2006年6月27日（6月13日は2006 FIFAワールドカップ中継のため休止）まで放送されていた深夜バラエティ番組で、「ヒロインシリーズ」の第3弾（関東ローカル）。フォーサイド・ドット・コムの一社提供。放映時間は毎週火曜日深夜3時15分～深夜3時45分。

## 概要
全体的な進行役を蒼井そらが務めた。出演していたのは着エロアイドル2人で、お互い様々なゲーム(例：パン食い競走、ツイスター、フラフープ、縄跳び、万歩計を体に付けて揺らす、など)に挑戦し、ゲーム終了後にはお互いのイメージ映像を番組で放送するというもの。
番組自体は2006年6月27日で終了。後番組は「ミラクルH(ミラクルヒロイン)」(2006年7月4日から)。なお、この番組に限り、フォーサイド・ドット・コムは製作から外れている。

## 出演したヒロイン（着エロアイドル）
1. 小坂ゆう&一杏樹/柊マコト&山下マキ (2006年4月4日)
2. 町田恵&佐藤万葉/柴崎美也子&舞原沙希 (2006年4月11日)
3. 沢本あすか&青山ひなた/水沢くるみ&染川あゆみ(2006年4月18日)
4. シーナ茜&水瀬葵/CHICA&かしのりる (2006年4月25日=世界卓球選手権中継延長のため、当初の予定より1時間遅れで放送)
5. 松本エリ&松本チカ/麻生ゆうか&みちるあい (2006年5月2日)
6. 織田真子&桧山かおり/藤沢菜々子&崎田まや (2006年5月9日)
7. 綾咲えり&大熊紋季/水谷美都&秋山智美 (2006年5月16日)
8. 浅田なつき&宮沢あいり/木村美和&結月里奈 (2006年5月23日)
9. 白川ゆきな&いしいめぐみ/おざわえりか&島田和菜 (2006年6月6日)
10. 桜井まりも&星野いちご/佐和田百香&白石まゆ (2006年6月20日)
11. 伏見晶&いちご姫/大塚まひろ&鈴木愛(2006年6月27日)

## 放映時間
- テレビ東京（関東広域圏）：毎週火曜日深夜3時15分～深夜3時45分
- TVQ九州放送（福岡県）：毎週水曜日深夜2時08分～深夜2時38分
2007年10月31日スタート・約1年7ヶ月遅れ。テレビ東京とは逆に「ミラクルH(ミラクルヒロイン)」を先行して放送した。
- テレビ北海道（北海道）：毎週水曜日深夜2時20分～2時50分
2009年9月30日から12月16日まで放送。初回は26：40～27：10の放送。